# رودريغو أرز
رودريغو أرز (بالبرتغالية: Rodrigo Arroz‏) هو لاعب كرة قدم برازيلي في مركز الدفاع، ولد في 21 مارس 1984 في Valença, Rio de Janeiro ‏ في البرازيل. لعب مع باوليستا ونادي بوا إيسبورت ونادي بيلينينسش ونادي سامبايو كوريا ونادي غواراني ونادي فلامنغو ونادي كاشياس دو سول ونادي كيرلا بلاستيرز.

## وصلات خارجية
- رودريغو أرز على موقع قاعدة بيانات كرة القدم.إي يو (الإنجليزية)
- رودريغو أرز على موقع Soccerway.com (الإنجليزية)